# 池畔謎情
《池畔謎情》是一部2015年義大利和法國合拍的劇情片，由盧卡·格達戈尼諾執導，蒂妲·絲雲頓、馬提亞斯·修奈爾、雷夫·范恩斯和達珂塔·強生等人主演。電影的劇本由艾倫·佩奇與戴夫·科伊加尼奇撰寫，改編自法國導演雅克·德雷1969年執導的電影《豔陽光》，片名則以英國畫家大衛·霍克尼的一幅畫作（A Bigger Splash）取名。
本片是格達戈尼諾「慾望三部曲」的第二部，其餘兩部為《我愛故我在》（2009年）和《以你的名字呼喚我》（2017年）。該片入選2015年第72屆威尼斯影展主競賽片並角逐金獅獎。

## 劇情
知名搖滾歌手瑪莉安（蒂妲·絲雲頓 飾），經歷聲帶手術後，只能用手勢和氣音溝通，和製作人男友保羅（馬提亞斯·修奈爾 飾）來到偏遠的義大利小島潘泰萊里亞度假。瑪莉安的前男友哈利（雷夫·范恩斯 飾）和其女兒潘妮洛普（達珂塔·強生 飾）的拜訪，帶來一股緊張的氣氛......

## 演員
- 蒂妲·絲雲頓 飾 瑪莉安·蓮恩
- 馬提亞斯·修奈爾 飾 保羅·德·斯梅特
- 雷夫·范恩斯 飾 哈利·霍克斯
- 達珂塔·強生 飾 潘妮洛普·拉尼爾
- 莉莉·麥克梅納米（英语：Lily McMenamy） 飾 希薇
- 奧蘿爾·克來蒙 飾 米蕾耶
- Elena Bucci  飾 克拉拉
- 科拉多·古贊蒂（英语：Corrado Guzzanti） 飾 Maresciallo dei Carabinieri

## 評價
爛番茄根據169條評論，該片持有89%的新鮮度，平均得分為7.4／10。Metacritic得分74（滿分100），這代表著「普遍好評」。

## 外部連結
- 互联网电影数据库（IMDb）上《池畔謎情》的资料（英文）
- 爛番茄上《池畔謎情》的資料（英文）
- Metacritic上《池畔謎情》的資料（英文）
- Box Office Mojo上《池畔謎情》的資料（英文）